# Breakdown of Sanity
Breakdown of Sanity est un groupe de Metalcore originaire de Suisse. Le groupe n'a signé avec aucun label officiel (DIY). Le nom du groupe signifie "Rupture de Santé [mentale]" ; ce nom veut refléter « l'agressivité de leur musique ainsi que les lugubres mœurs de la société de tous les jours, ».

## Histoire

### Formation etThe Last Sunset(2007–2010)
C'est au printemps 2007, après la dissolution de son précédent groupe Paranoia, que le guitariste et parolier Oliver Stingel commence à écrire de nouvelles chansons de chez lui. Le chanteur Carlo Knöpfel, qui est alors guitariste du groupe Nerph, perçoit rapidement le potentiel que représente Breakdown of Sanity, et décide rapidement de s'y joindre. Stingel et Knöpfel cherchent ensuite d'autres musiciens pour les rejoindre. La place de bassiste a été facile à pourvoir, en la personne de César Gonin ; en effet, lui et Oliver jouaient tous deux au sein du groupe Paranoia auparavant,.
Pendant près d'un semestre, le trio est ensuite à la recherche d'un batteur ; c'est finalement en décembre 2007 que Thomas Rindlisbacher, ancien membre de Mortal Hatred et Thun, rejoint le groupe. Enfin, c'est début 2008 que Sandro Keusen, ancien membre du groupe Trinity et collaborateur à d'autres projets, prend la place de second guitariste, finalisant ainsi le line-up. Toutefois, au printemps 2009, et à sa propre demande, Sandro Keusen est remplacé par Christoph Gygax, ancien de Close In Sight et de Estate of Embers.
Le 1er février 2009, le groupe publie son premier album "The Last Sunset", qui est intégralement produit et auto-financé par Oliver Stingel,.
Breakdown of Sanity a notamment joué avec des groupes renommés tels que August Burns Red, Salt the Wound, Aborted, The Black Dahlia Murder, Cataract, Sylosis, Neaera , Youth of Today, et d'autres encore. Leur premier concert hors de Suisse fut en Allemagne, en 2009. La même année, le label Quam Libet Records enregistre un sampler, "Heavy Metal Nation VI", sur lequel figure un titre du groupe : la chanson "Read My Lips". Ce CD a fait l'objet d'une revue de la part du site de critiques musicales Vampster.
Le 8 août 2010, le groupe fait l’ouverture du festival Open Air Gränichen en Suisse.

### [MIRRORS](2011–2012)
Le groupe démarre l'année 2011 par un concert à Berne le 4 février, aux côtés de Cataract. Le 4 avril 2011, ils publient leur second album "[MIRRORS]", qui fut de nouveau produit par le guitariste Oliver Stingel,.

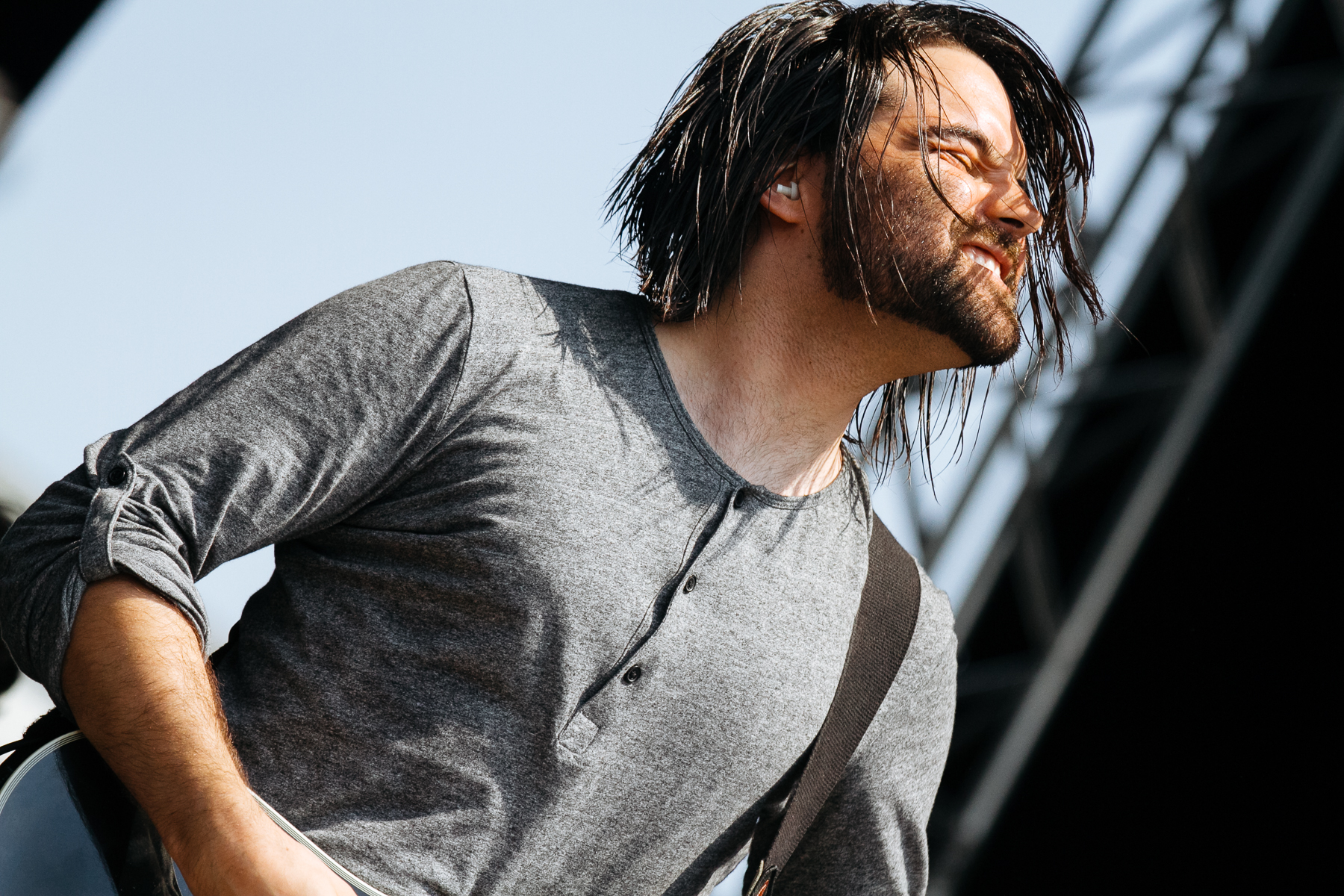
Oliver Stingel, le fondateur et guitariste du groupe, au Vaintream Rock Fest, 2015.

La même année, le groupe débute sa première tournée européenne, du 20 août au 21 septembre 2011, en Suisse, Allemagne, Belgique, Luxembourg, France et en Autriche ; ils font la première partie de groupes tels que Breathing While Buried, Sequoia Shade, Resurrection, Scream Your Name, Sense of a Divination et Penguins on Extasy. Ils ont été sponsorisés par le magazine allemand Fuze Magazine, Monster Energy et Macbeth Footwear.
Pour leur dernier concert de la tournée, le 21 septembre 2011, ils jouent de nouveau à Zurich, le groupe de Deathcore français Betraying The Martyrs ayant dû annuler leur représentation ce jour-là. Durant une interview, Oliver Stingel révèle qu'il s'est blessé durant cette tournée, après s'être rendu à Paris.
Le 23 décembre 2011, ils lancent leur premier single, "Chapters" ; le lendemain, le groupe le met en téléchargement gratuit pour leurs fans Facebook.
En janvier 2012, le groupe fait plusieurs concerts en Suisse italienne et en Allemagne. A Zizers, ils partagent la scène avec le groupe de Metalcore The Sorrow. Le 21 avril, ils participent au "Impericon Festival" de Leipzig, et le 16 juin, au "Mair1 Festival" de Montabaur.

### Perception(2013)

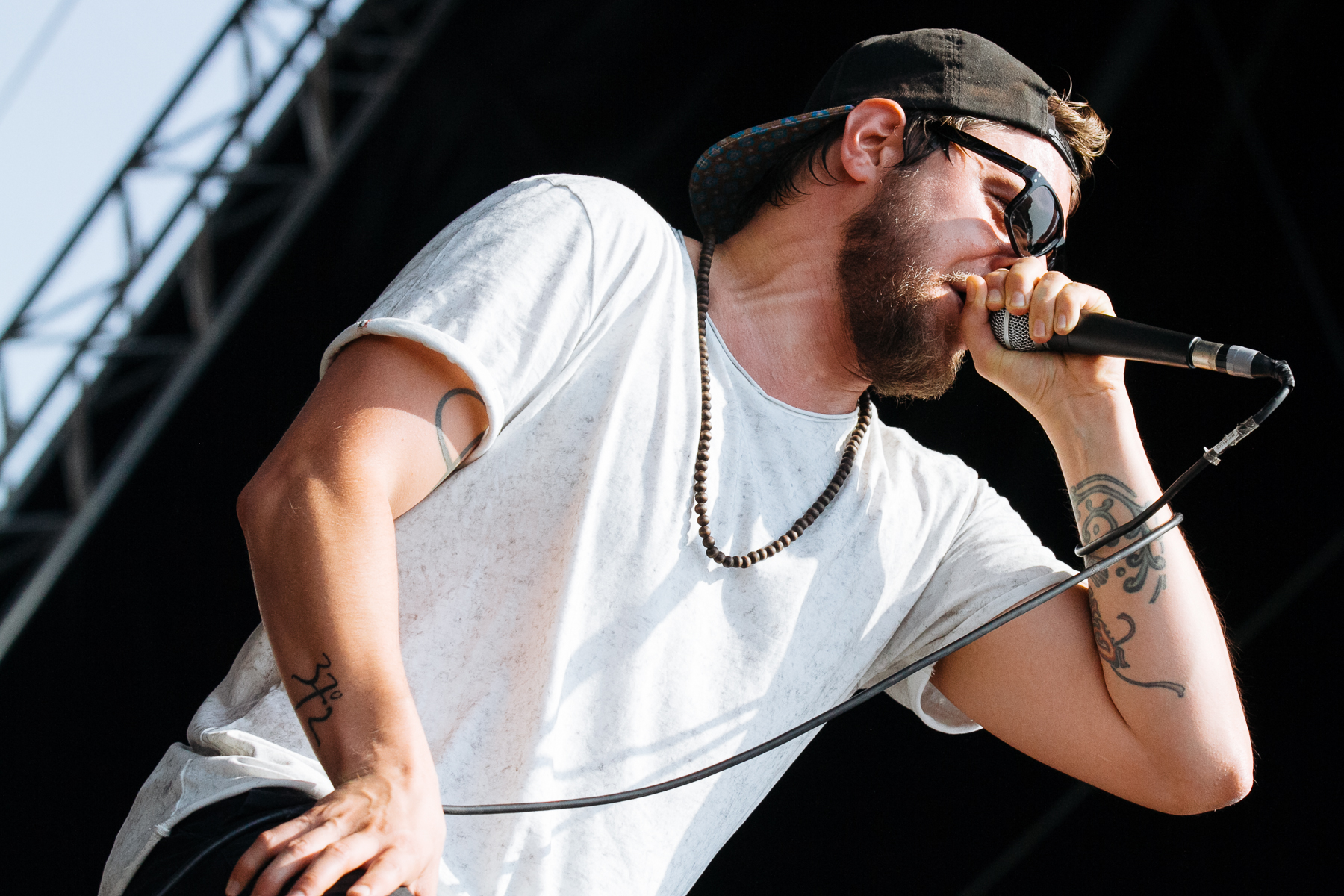
Carlo Knöpfel, le chanteur du groupe, au Vaintream Rock Fest, 2015.

Une nouvelle tournée est organisée, aux côtés de August Burns Red et Architects. Breakdown of Sanity joue son premier concert de la tournée le 11 janvier 2013 à Zurich, puis avec Scream Your Name à Berne. Le 3 juin 2013 est annoncé que le groupe participera au festival "With Full Force", sur la scène "Hardbowl Stage".
Dans le même temps, le groupe publie la couverture et le titre de leur troisième album studio "Perception", qui sortira le 18 octobre 2013. Aux États-Unis, l'album est publié par We Are Triumphant, un label de Victory Records. 

### Coexistence(2016)
Le quatrième album studio du groupe, "Coexistence", sort en septembre 2016 ; il atteint la 28ème place du Schweizer Hitparade.

### Traces(2020)
En 2020, le groupe se reforme et sort le premier titre d'un nouvel album à venir.

## Membres
Membres actuels
- Oliver Stingel – Guitare (lead) (2007–2017)
- Carlo Knöpfel – Chant (2007–2017)
- Christoph Gygax – Guitare rythmique (2008–2017)
- César Gonin – Basse (2007–2017)
- Thomas Rindlisbacher – Batterie (2007–2017)

Anciens membres
Sandro Keuse – Guitare (2007–2008)

## Discographie

### Albums studio
| Titre           | Détails                                                                                                  |
| --------------- | --- |
| The Last Sunset | - Lancement : 1er janvier 2009 - Label : auto-produit (O. Stingel) - Format : CD, téléchargement digital |
| [Mirrors]       | - Lancement : 4 avril 2011 - Label : auto-produit (O. Stingel) - Format : CD, téléchargement digital     |
| Perception      | - Lancement : 18 octobre 2013 - Label : We Are Triumphant - Format : CD, téléchargement digital          |
| Coexistence     | - Lancement : 9 septembre 2016 - Label : auto-produit (O. Stingel) - Format : CD, téléchargement digital |

### Singles
- 2011 – Chapters
- 2012 – Stronger
- 2014 – My Heart In Your Hands
- 2020 - Traces
- 2021 - Black Smoke
- 2024 - Echoes of the Void
- 2024 - Perfect Enemy
- 2025 - The Hunt

### Clips Musicaux
| Date | Nom      | Album       | Directeur          |
| ---- | -------- | ----------- | ------------------ |
| 2014 | Hero     | Perception  | (Sans information) |
| 2016 | Restless | Coexistence | Renaud Kritzinger  |